# Vladímir Andréyev
Vladímir Gueórguievich Andréyev, (en ruso: :Владимир Георгиевич Андреев) nacido el 14 de julio de 1945 en Astracán, Rusia, es un exjugador de baloncesto de la URSS. Consiguió 6 medallas en competiciones internacionales con la Unión Soviética.